# Maltesische Badmintonmeisterschaft 1980
Die Maltesische Badmintonmeisterschaft 1980 fand im Frühjahr 1980 statt. Es war die 21. Austragung der nationalen Meisterschaften von Malta im Badminton.	

## Finalresultate
| Disziplin    | Sieger                          | Finalist                 | Ergebnis           |
| ------------ | ------------------------------- | ------------------------ | ------------------ |
| Herreneinzel | Godwin Grech                    | John Massa               | 7-15, 15-11, 15-11 |
| Dameneinzel  | Joyce Abdilla                   | Marcelle Micallef        | 4-11, 11-7, 11-8   |
| Herrendoppel | Godwin Grech John Massa         | Amato Martin Farrugia    | 15-11, 15-12       |
| Damendoppel  | Joyce Abdilla Marcelle Micallef | V. Zammit Carmen Worley  | 15-1, 15-4         |
| Mixed        | Godwin Grech Marcelle Micallef  | John Massa Carmen Worley | 15-8, 15-11        |